# Villers-sur-Coudun
Villers-sur-Coudun là một xã thuộc tỉnh Oise trong vùng Hauts-de-France phía bắc nước Pháp. Xã này nằm ở khu vực có độ cao trung bình 59 mét trên mực nước biển.